# Cosmos (blockchain)
Pour les articles homonymes, voir Cosmos.
Cosmos est une blockchain publique permettant l'échange de devises et l’utilisation de contrats intelligents. Lancé en 2016 par Ignite, ce protocole s'intègre dans la plus large philosophie de « l'Internet des blockchains », qui vise à connecter plusieurs réseaux entre eux facilement.
Le token natif de Cosmos est l'ATOM, et n'est pas minable. Ses détenteurs peuvent en gagner plus en sécurisant le réseau via le staking.

## Histoire
En 2014, les développeurs Ethan Buchman, Peng Zhong et Jae Kwon créent l'entreprise Tendermint et l'algorithme de consensus éponyme, lequel se veut résistant à la panne byzantine. En 2016 est publié le white paper du projet, suivi d'une Initial Coin Offering qui permet de lever 17 millions de dollars en Ether. L'ambition de la blockchain Cosmos est de devenir le centre d'un écosystème plus vaste, auquel différents réseaux pourront se rattacher et interagir. Le Cosmos SDK permet ainsi à des développeurs de créer des blockchains et des applications décentralisées qui peuvent communiquer entre elles.
Les détenteurs d'ATOM peuvent bloquer leurs tokens auprès de validateurs afin de sécuriser le réseau, et en retour recevoir une compensation via le proof-of-stake. Par ailleurs, les décisions relatives au développement de Cosmos sont soumises à des votes de gouvernance, renforçant ainsi l'aspect communautaire.
En février 2022, Tendermint change de nom pour Ignite et est dirigée par Peng Zhong. Jae Kwon reste présent pour continuer le développer du Cosmos SDK et celui de Gno. Land, une blockchain intégrée à l'écosystème dont le but est de concurrencer Ethereum. En août de la même année, la fonctionnalité d'Interchain Security est annoncée, pour un déploiement en janvier 2023 ; elle permettra à certaines blockchains d'en sécuriser d'autres, et donc de générer une plus grande variété de tokens en récompense de staking.

## Fonctionnement

### Couches
Le réseau Cosmos est composé de trois couches : La couche applicative, qui traite les transactions et met à jour l'état du réseau, la couche réseau, qui facilite la communication entre les zones et le hub et la couche de mécanisme de consensus, soit la preuve d'enjeu, qui authentifie les transactions.
Ces trois couches doivent être connectées entre elles pour que l'ensemble du réseau de chaînes et de couches puisse fonctionner ensemble. Cela est rendu possible grâce à des outils open source, qui peuvent être améliorés en intégrant les retours des utilisateurs.

### Outils
Les principaux outils permettant le fonctionnement du réseau Cosmos sont les suivants :
- Le protocole de communication inter-blockchain (IBC) : il connecte chaque zone au hub central. Chaque zone valide de manière autonome les comptes utilisateurs, exécute les transactions, crée de nouveaux jetons Atom et distribue les récompenses. Le protocole IBC permet aux zones d'interagir de manière transparente avec le hub Cosmos, assurant une connexion sécurisée et rapide.
- Le moteur de consensus de tolérance aux pannes byzantines Tendermint (Tendermint BFT) : il s'agit d'un algorithme permettant aux développeurs de blockchain d'ajouter de nouvelles zones au réseau sans avoir à les coder entièrement. Il maintient également une sécurité robuste et ajoute de nouveaux blocs à la chaîne.
- Le kit de développement logiciel (SDK) Cosmos : il fournit aux développeurs les outils essentiels communs comme le moteur Tendermint BFT et le noyau Tendermint. Le SDK facilite ainsi la création de nouvelles blockchains et la personnalisation du réseau Cosmos.

## Écosystème Cosmos
Si la blockchain Cosmos est le cœur de l'écosystème éponyme, de nombreux autres réseaux ont depuis vu le jour, avec des utilités propres. Le tableau ci-dessous liste les blockchains majeures du Cosmos.
| Nom              | Date de création | Symbole | Note |
| ---------------- | ---------------- | ------- | --- |
| Cosmos           | 2016             | ATOM    | Blockchain centrale de l'écosystème |
| Osmosis          | 2021             | OSMO    | Blockchain sur laquelle a été créé OsmosisLab, le premier échange décentralisé de Cosmos |
| Crypto.org Chain | 25 mars 2021     | CRO     | Blockchain principale de l'entreprise Crypto.com |
| Cronos           | 2021             | CRO     | Blockchain de finance décentralisée de Crypto.com |
| Terra            | 2018             | LUNA    | Blockchain qui s'est effondrée en mai 2022 |
| Evmos            | 2022             | EVMOS   | Ethereum Virtual Machine |
| Juno             | 2021             | JUNO    | Blockchain axée sur les contrats intelligents |
| Secret Network   | 2020             | SCRT    | Blockchain axée sur la confidentialité des données |
| Stargaze         | 2021             | STAR    | Blockchain axée sur les NFT |
| Regen Network    | 2020             | REGEN   | Blockchain servent notamment à vérifier la crédibilité des crédits carbones |
| Comdex           | 2021             | CMDX    | Application de finance décentralisée |
| Sentinel         | 2020             | DVPN    | VPN décentralisé |
| Chihuahua Chain  | 2021             | HUAHUA  | Memecoin |
| Axelar           | 2021             | AXL     | Pont vers Ethereum |
| Agoric           | 2021             | BLD     | Pont vers Ethereum |
| KI               | 2021             | XKI     | Un système dans lequel les intérêts à long terme priment sur les intérêts à court terme et où la richesse est partagée entre toutes les parties prenantes : clients, fournisseurs, employés, investisseurs... |
| Kujira           | 2021             | KUJI    | Anciennement une application de DeFi sur Terra, possède désormais sa propre blockchain |